# Ruillé-sur-Loir
Ruillé-sur-Loir è un comune francese di 1 290 abitanti situato nel dipartimento della Sarthe nella regione dei Paesi della Loira; esso è diventato comune delegato di Loir en Vallée il 1º gennaio 2017.
Il comune fa parte della provincia storica del Maine, e si trova nell'Alto Maine.

## Società

### Evoluzione demografica
Abitanti censiti